# Корепанов Валерій Євгенійович
Вале́рій Євге́нович Корепа́нов (*1 липня 1943) — доктор технічних наук, заступник директора з наукової роботи у Львівському центрі Інституту космічних досліджень НАН України та НКА України.
В. Є. Корепанов є одним із засновників школи наукового космічного приладобудування в Україні, що була сформована в кінці 60-х років у Львові. З того часу за його безпосередньою участю підготовлено та проведено близько 10 успішних космічних експериментів, серед яких такі престижні як “Вега”, “Фобос”, “Марс-6”, “Інтербол” та інші.

## Біографія
Закінчив Львівський політехнічний інститут за спеціальністю інженер-електрик у 1965 році та в ньому здобув науковий ступінь Кандидата технічних наук у 1970 р.
Здобув науковий ступінь Доктора технічних наук у 1991 р. (Інститут фізики Землі, Москва).
1966 - 1969 інженер у Фізико-механічному інституті НАНУ (ФМІ).
1969 - 1986 молодший, потім старший науковий співробітник у ФМІ.
1986 - 1996 – головний спеціаліст на Дослідному заводі ФМІ, потім завідувач відділу в СКТБ ФМІ.
1996 - дотепер - завідувач відділу та заступник директора з наукових питань у Львівському центрі Інституту космічних досліджень НАНУ-НКАУ.

## Наукова діяльність
Розробка теоретичних і методологічних аспектів досліджень електричного і магнітного полів у різних середовищах: космічній плазмі, морській воді та ґрунті. Проектування і виробництво різних типів магнітометрів, електрометрів і засобів їх калібрування, створення нового приладу, хвильового зонда, для вимірювання струмів в космічній плазмі.

## Публікації
Отримано оригінальні наукові результати, що знайшли своє відображення більш як у 495 наукових роботах, у тому числі 2 монографіях, 35 винаходах.
- Сопрунюк П. М., Климов С. И., Корепанов В. Е. Электрические поля в космической плазме. Киев: Наукова думка, 1994 (рос.)
- Korepanov V., Berkman R., New approach to the exact design of low noise search-coil magnetometers, XIV IMEKO World Congress, V. IVA, 1997, Topic 4, pp. 97–102 (англ.)
- Korepanov V., Berkman R., Digital flux-gate magnetometer structural analysis, Meas. Sci. Technol., 10 (1999), pp. 734–737. (англ.)
- Dudkin F., Korepanov V., G. Lizunov. Experiment VARIANT — first results from Wave Probe instrument. Advances in Space Research. Volume 43, Issue 12, 1904—1909 (2009) (англ.)
- Корепанов В. Е., Свенсон А. Н. Высокоточные неполяризующиеся электроды для наземной геофизической разведки. К. Наукова думка. 2007. 100 с. (рос.)
- The new INTERMAGNET 1-second standard fluxgate magnetometer. V.Korepanov, A. Marusenkov (Lviv Center of Institute of Space Research, Lviv, Ukraine), J.Rasson (Royal Meteorological Institute, Dourbes, Belgium)

## Нагороди
- Відзнака Національної академії наук України "За професійні здобутки" (2013)[1];
- Нагрудний знак "За заслуги" Аерокосмічного товариства України (2013)[2];
- Медаль А.Л. Чижевського за заслуги перед російською космонавтикою від Федерації космонавтики Росії (2012)[3];
- Медаль Христіана Гюйгенса [4] від Європейського об’єднання наук про Землю (2009) «за значні досягнення в розвитку давачів та електричних і магнітних приладів для дослідження Землі та Сонячної системи»[5];
- Лауреат Державної премії України в галузі науки і техніки (2008) за роботу «Космічні системи, прилади та методи діагностики електромагнітних полів в геокосмосі» [6];
- Орден «За заслуги» III ступеня та відзнака „Почесний працівник космічної галузі України” (2003)[7];
- Диплом Президії Національної академії наук (2001);
- Звання «Заслужений діяч науки і техніки України» (1997);
- Бронзова медаль на ВДНГ СРСР (1985);
- Диплом та медаль Президії Академії наук СРСР (1973).

## Доповіді на наукових конференціях
- V. Korepanov, G. lizunov. Seismoionospheric coupling and earthquakes forecast probability (EGU, April, 13-18, 2008, Vienna, Austria)
- В. Корепанов. Магнітометрі та магнітотелурічні станції для прікладної геофізікі (Наукова конференція «геофізичні Технології прогнозування й моніторінгу геологічного середовища», 6-10 жовтня 2008, Львів, КВ ІГФ НАНУ)
- Klimov, S.I., V. E. Korepanov, D. I. Novikov, Cs. Ferencz, J. Lichtenberger, A. Marusenkov, L. Bodnar. Study of electromagnetic parameters of space weather. micro-satellite «CHIBIS-M». Digest of the 7th Int. Symposium of the Int. Academy of Astronautics «Small Satellites for Earth Observation». Berlin, May 4-8, 2009. P. 65-68.
- V. Korepanov, F. Dudkin, G. Lizunov. New instrument for wave activity study. Digest of the 7th Int. Symposium of the Int. Academy of Astronautics «Small Satellites for Earth Observation». Berlin, May 4-8, 2009. P. 187-190.
- S. Belyayev, F. Dudkin, V. Korepanov, О. Leontyeva. Possibility of IGRF model upgrade using microsatellite service magnetometer. Digest of the 7th Int. Symposium of the Int. Academy of Astronautics «Small Satellites for Earth Observation». Berlin, May 4-8, 2009. P. 565-568.[8]

## Членство в наукових спільнотах
- Міжнародна асоціація геомагнетизму та аерономії (IAGA);
- Національний представник у COSPAR (Міжнародний комітет з космічних досліджень);
- Академік (IAA) Міжнародної академії астронавтики (2004);
- Заступник голови секції геофізичної апаратури в Європейськіму об’єднанні наук про Землю (EGU IWG Geophysical Instrumentation Vice‑Chairman);
- Член редколегії журналів „Космічна наука і технологія”, „Українського антарктичного журналу”, „Sun and Geosphere”